# 水安宮
24°09′12″N 120°38′45″E / 24.153264°N 120.645945°E
水安宮，是位於臺灣臺中市南屯區溝墘里的三府王爺廟，為溝仔墘的庄廟、臺中捷運水安宮站名稱的由來。

## 歷史沿革

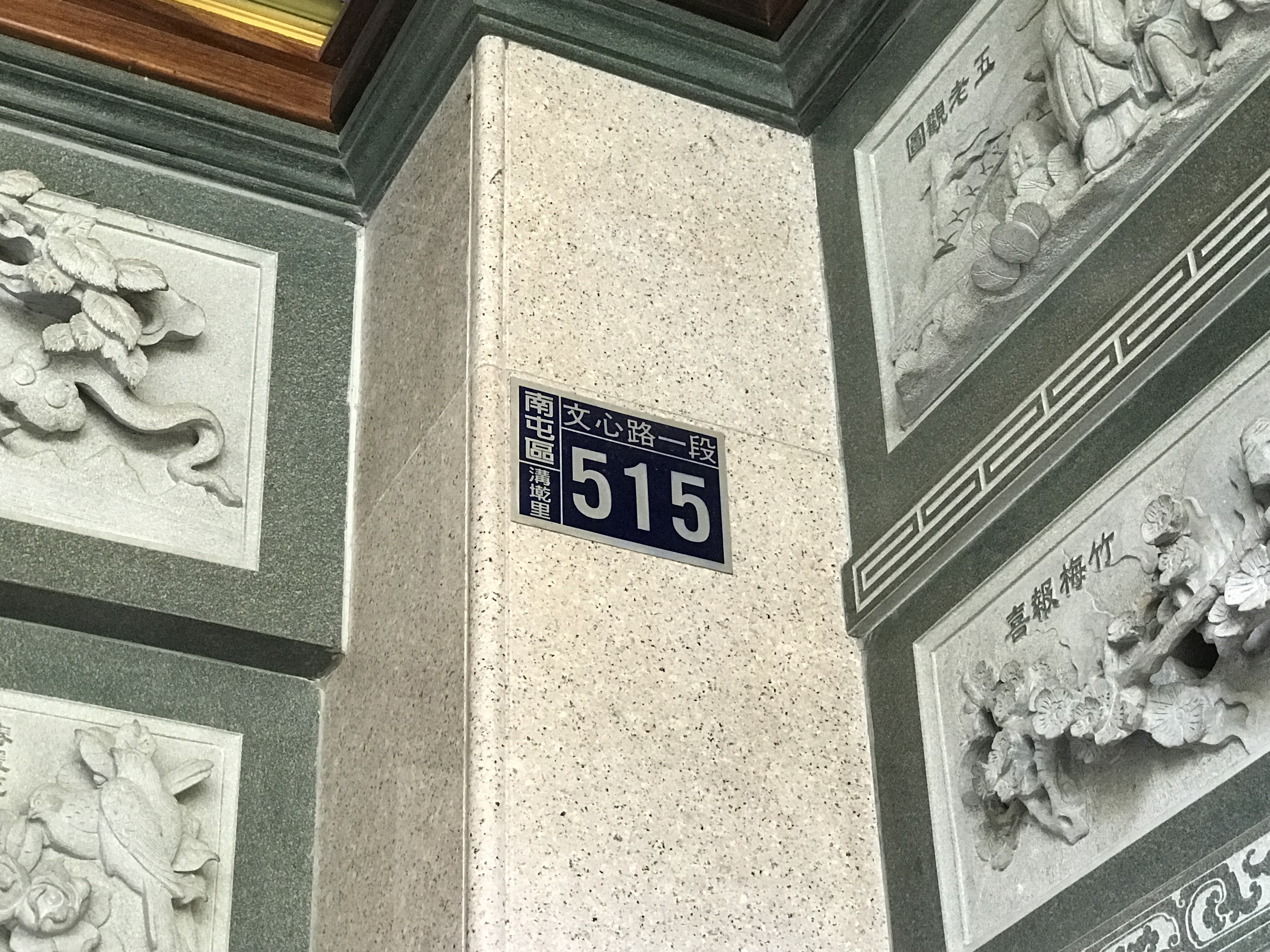
門牌為南屯區溝墘里文心路一段515號。

此廟的三府王爺香火為清治時期來溝仔墘開墾的漳州人所帶來、建茅屋供奉。光緒五年（1879年）在溝仔墘五十六番地重建，取名為「水安宮」。1912年，士紳郭典遷來溝仔墘庄，並攜帶包府千歲及王爺令旗乙面進祀。同年8月，廟身遭颱風侵襲倒坍，遷移至六十番地，借用何金水的竹造平房安奉，今為南屯區萬和路二段81號。
1956年8月，募款整修，改建為磚造，於1958年6月竣工。1977年協議重建新廟，同年8月動工至1981年12月落成安座，當年6月成立財團法人。1986年，因廟地被劃為臺中市第七期市地重劃區的水安公園用地，經市長張子源協助，讓新廟地緊鄰水安公園，後又獲市長林柏榕幫忙得以重劃抵費方式購得廟地168坪。新廟於1992年由董事長劉茂安主持破土，為地上3層大及地下室1層建物，2000年竣工，同年5月舉行入火。
2018年6月30日，市府公布臺中捷運各車站正式名稱，其中編號G10站因鄰近水安宮，取名「水安站」。交通局曾想改名為「文心大業站」再搭配副站名「水安宮站」，但地方連署要求直接改名「水安宮站」，市府因此順應民意，於2020年8月18日經市政會議通過。

## 祭祀活動
此廟為溝仔墘的庄廟，以農曆六月十八日為朱、李、池三府王爺祭典日。在日治時期，其遶境出巡，皆與水裡港福順宮三府王爺同轎齊行。也是和何厝庄福德祠、何厝庄福壽宮等廟，為萬和宮老二媽西屯省親遶境的停駐廟宇。
陪祀神有五路財神、中壇元帥、土地公、五文昌帝君、天上聖母、註生娘娘等，其中五路財神、土地公是2006年所新增，次年又增利市仙官、招財使者及中壇元帥。

## 外部連結
- 官方网站